# Chōsoku Parahero Ganddeen
Production
Diffusion
Chōsoku Parahero Ganddeen (超速パラヒーロー ガンディーン, Chōsoku Parahīrō Gandīn, Ganddeen, le Para-Héros à grande vitesse) est une série télévisée japonaise de type tokusatsu de trois épisodes. Elle est diffusée au Japon sur la chaîne télévisée NHK General TV du 26 juin au 10 juillet 2021 tous les samedis de 18h05 à 18h43.
La série a pour thème l'handisport.
Cette série est encore inédite dans le reste du monde.

## Synopsis
Daishi Morimiya est un lycéen paraplégique qui rêve d’être astronaute. Pour parfaire son corps, il décide de s’entraîner à la course en fauteuil roulant (athlétisme handisport) et d’en devenir champion. C’est alors qu’un jour, Goo, un extraterrestre poursuivi par un monstre, apparaît soudainement et donne à Daishi le pouvoir de se transformer en super-héros : Ganddeen, le para-héros super rapide.

## Distribution
- So Okuno (奥野 壮, Okuno Sō?) : Daishi Morimiya (森宮大志, Morimiya Daishi?)[1],[2]
- Fuka Koshiba (小芝 風花, Koshiba Fūka?) : Kei Fukai (深井京, Fukai Kei?)[1],[2]
- Takeshi Tsuruno (つるの 剛士, Tsuruno Takeshi?) : Gen Morimiya (森宮源, Morimiya Gen?)[1],[2]
- Karasu Hayashi (林カ ラス, Hayashi Karasu?) : Goo (グー, Gū?)[1],[2]
- Shuri Nakamura (中村 守里, Nakamura Shuri?) : Rio Seina (清名理央, Seina Rio?)[1],[2]
- Soko Wada (和田 聰宏, Wada Sōkō?) : Motoo Sakamoto (坂本元男, Sakamoto Motō?)[1],[2]
- Taketo Kubota (久保田 武人, Kubota Taketo?) : Yuya Wakabayashi (若林裕也, Wakabayashi Yūya?)[1],[2]
- Sachiko Aoyama (青山 祥子, Aoyama Sachiko?) : Miki Akagi (赤城ミキ, Akagi Miki?)
- Breeze (ブリーズ, Burīzu?) : Momen (モーメン, Mōmen?)[3]
- Miki Mizuno (水野 美紀, Mizuno Miki?) : Larue (ラル, Rarū?)[4]

### Invités
La série a des invités de renom en la présence de Masayuki Higuchi, recordman japonais du 1500m et du 5000m d’athlétisme handisport, ainsi que les athlètes Ryuta Yoshida, Takeru Sato, Rinpei Sasaki et Takuho Sasahara.

## Autour de la série
- C'est la première fois qu'une série tokusatsu traite du handicap et de l'handisport.
- Parmi les acteurs de la série, certains ont déjà joué dans des séries tokusatsu :  
  - So Okuno est connu pour son rôle de Sougo Tokiwa dans Kamen Rider Zi-O; Fuka Koshiba a précédemment joué Kano Nakamura dans Tokusatsu GaGaGa et Takeshi Tsuruno, plus connu pour son rôle de Shin Asuka dans Ultraman Dyna[1].